# Judo en los Juegos Europeos
El judo en los Juegos Europeos se realiza desde la primera edición. El evento es organizado por los Comités Olímpicos Europeos, junto con la Unión Europea de Judo (EJU). 

## Ediciones
| Núm. | Año  | Sede                     | Instalación         |
| ---- | ---- | ------------------------ | ------------------- |
| I    | 2015 | Bakú ( Azerbaiyán)       | Arena Heydər Əliyev |
| II   | 2019 | Minsk ( Bielorrusia)     | Chizhovka Arena     |
| III  | 2023 | Krynica-Zdrój ( Polonia) | Krynica-Zdrój Arena |

## Medallero
- Actualizado a Cracovia 2023.

| Núm. | País                 | Oro | Plata | Bronce | Total |
| ---- | -------------------- | --- | ----- | ------ | ----- |
| 1    | Rusia                | 6   | 4     | 8      | 18    |
| 2    | Georgia              | 5   | 4     | 5      | 14    |
| 3    | Francia              | 5   | 2     | 7      | 14    |
| 4    | Países Bajos         | 3   | 2     | 5      | 10    |
| 5    | Ucrania              | 3   | 1     | 4      | 8     |
| 6    | Bélgica              | 2   | 0     | 3      | 5     |
| 7    | Alemania             | 1   | 5     | 7      | 13    |
| 8    | Azerbaiyán           | 1   | 3     | 5      | 9     |
| 9    | Israel               | 1   | 2     | 1      | 4     |
| 10   | Eslovenia            | 1   | 1     | 4      | 6     |
| 11   | Kosovo               | 1   | 1     | 2      | 4     |
| 12   | Portugal             | 1   | 1     | 1      | 3     |
| 12   | Turquía              | 1   | 1     | 1      | 3     |
| 14   | Suecia               | 1   | 0     | 1      | 2     |
| 15   | Bielorrusia          | 1   | 0     | 0      | 1     |
| 15   | Rumania              | 1   | 0     | 0      | 1     |
| 17   | Italia               | 0   | 1     | 3      | 4     |
| 18   | Hungría              | 0   | 1     | 2      | 3     |
| 19   | España               | 0   | 1     | 1      | 2     |
| 19   | Reino Unido          | 0   | 1     | 1      | 2     |
| 21   | Bosnia y Herzegovina | 0   | 1     | 0      | 1     |
| 21   | Bulgaria             | 0   | 1     | 0      | 1     |
| 21   | República Checa      | 0   | 1     | 0      | 1     |
| 24   | Austria              | 0   | 0     | 3      | 3     |
| 25   | Grecia               | 0   | 0     | 2      | 2     |
| 26   | Croacia              | 0   | 0     | 1      | 1     |
| 26   | Suiza                | 0   | 0     | 1      | 1     |
|      | TOTAL                | 34  | 34    | 68     | 136   |